# Campeonato de Fútbol de Costa Rica 1963
El Campeonato de Fútbol de 1963, fue la edición número 44 de Liga Superior de Costa Rica en disputarse, organizada por la FEDEFUTBOL.
Se dio el sorpresivo primer y único campeonato del Uruguay, y el tercer campeonato de un denominado equipo pequeño, junto con la Universidad de Costa Rica en 1943 y El Carmen en 1961.

## Equipos participantes
| Provincia | N.º | Equipos                   |
| --------- | --- | ------------------------- |
| San José  | 3   | Saprissa, Orión y Uruguay |
| Alajuela  | 1   | Alajuelense               |
| Cartago   | 1   | Cartaginés                |
| Heredia   | 1   | Herediano                 |

## Formato del Torneo
El torneo fue disputado a cuatro vueltas. Los equipos debían enfrentarse todos contra todos, el último lugar disputaría liguilla de promoción contra el campeón de La Liga Mayor (Segunda División).

## Tabla de posiciones
| Equipo | Pts | PJ | PG | PE | PP | GF | GC | DG  |
| --- | --- | -- | -- | -- | -- | -- | -- | --- |
| Club Sport Uruguay de Coronado | 25  | 20 | 11 | 3  | 6  | 36 | 27 | +9  |
| Deportivo Saprissa | 24  | 20 | 11 | 2  | 7  | 38 | 26 | +12 |
| Liga Deportiva Alajuelense | 21  | 20 | 8  | 5  | 7  | 35 | 32 | +2  |
| Club Sport Cartaginés | 18  | 20 | 8  | 2  | 10 | 21 | 37 | -16 |
| Orión F.C. | 17  | 20 | 7  | 3  | 10 | 31 | 28 | +3  |
| Club Sport Herediano | 15  | 20 | 6  | 3  | 11 | 25 | 35 | -10 |
| Pts – Puntos; PJ – Partidos Jugados; PG - Partidos Ganados; PE - Partidos Empatados; PP - Partidos Perdidos; GF – Goles a Favor; GC – Goles en Contra; DG – Diferencia de Goles |     |    |    |    |    |    |    |     |

|  |                  |
|  | Campeón Nacional |

|  |                                     |
|  | Descenso Directo a Segunda División |

| Campeón Club Sport Uruguay de Coronado Campeonato #1 |

Planilla del Campeón: Hérberth Ulloa, Germán Sánchez, Isidro Williams, Rodrigo Sandoval, Enrique Briceño, Fabio Morera Agüero, Luis Chacón, Carlos García, Guillermo Valenciano, Guillermo Padilla, Guillermo Elizondo, Rudy Sobalbarro, Guillermo Otárola, Roberto Montero, Tarciso Rodríguez, Juan de Dios Núñez, Ananías Ruiz, Manuel Soto, Mario Cháves, Miguel Chacón, Jorge Bolaños.

## Goleadores
| Jugador              | Equipo              | Goles |
| -------------------- | ------------------- | ----- |
| Guillermo Elizondo   | Uruguay de Coronado | 16    |
| Jorge Monge          | Saprissa            | 11    |
| Víctor Luis Vásquez  | Saprissa            | 9     |
| Juan José Gámez      | Alajuelense         | 8     |
| Karl Gordon          | Cartaginés          | 8     |
| Guido Peña           | Orión               | 7     |
| Walter Pearson       | Orión               | 7     |
| Enrique Solera       | Alajuelense         | 7     |
| Guillermo Valenciano | Uruguay de Coronado | 7     |

## Descenso
Herediano y Nicolás Marín disputaron la promoción del descenso, ganada por el cuadro canela, a su vez la Federación decidió no descender al Herediano.
| Promoción de descenso campeonato 1963 | Promoción de descenso campeonato 1963 |
| ------------------------------------- | ------------------------------------- |
| Descendido a Segunda División         | No hubo                               |
| Ascenso a Primera División            | Nicolás Marín, Limón y Puntarenas     |

## Torneos
| Predecesor: Campeonato 1962 | Liga Superior de Costa Rica Campeonato 1963 | Sucesor: Campeonato 1964 |